# Лахенман, Хельмут
Хельмут Лахенман (нем. Helmut Lachenmann; род. 27 ноября 1935, Штутгарт) — немецкий композитор, создатель «инструментальной конкретной музыки», педагог.

## Биография
Хельмут Лахенман родился в Штутгарте. С конца Второй мировой войны (когда ему было 11) пел в местном церковном хоре. С 1955 по 1958 год обучался в Штутгартской Высшей школе музыки по классу фортепиано (у Юргена Уде) и композиции (у Иоганна Непомука Давида). С 1958 по 1960 годы Лахенман — первый частный студент итальянского композитора Луиджи Ноно в Венеции. В 1965 году Лахенман работал в студии электронной музыки в Университете Гента, сочиняя часть единственного электронного произведения — Szenario. Позже сосредоточился исключительно на сочинении инструментальной музыки.
В разные годы Лахенман преподавал в Ганноверской Высшей школе музыки, Штутгартской Высшей школе музыки, Гарвардском университете. Среди его учеников, в частности, Елена Кац-Чернин.

## Эстетика и творческая концепция
Свой творческий метод Лахенман назвал «инструментальной конкретной музыкой». Под этим названием композитор подразумевает, что музыкальный язык, который охватывает весь звуковой мир, становится доступным в инструментальной музыке через нетрадиционные методы игры на них. Согласно композитору, всё это — музыка, в которой звуковые события выбраны и организованы так, чтобы способы, которым они извлекаются из инструментов, были по крайней мере столь же важны, как конечный звуковой результат.

## Сочинения
- 1956 — Fünf Variationen über ein Thema von Franz Schubert для фортепиано
- 1959 — Souvenir для оркестра (6 flutes [all + piccolo], 6 clarinets [all + E-flat clarinet, bass clarinet], piano, xylorimba, 11 violas, 8 celli, 8 double basses) и записи
- 1961-62 — Echo Andante для фортепиано
- 1963 — Wiegenmusik для фортепиано
- 1965 — Струнное трио для скрипки, альта и виолончели
- 1965-66 — Intérieur I для ударных
- 1966-67, вторая редакция 1968 — Trio fluido для кларнета, альта и ударных
- 1966-68, вторая редакция 1990 — Ноктюрн (Musik für Julia) для виолончели и малого оркестра (2 flutes [any one + piccolo], trumpet, harp, timpani, 3 percussion, 19 strings)
- 1967, вторая редакция 1990, третья редакция1993 — Consolation I (text by Ernst Toller) для 12ти смешанных голосов и 4х ударников (also incorporated into Les Consolations)
- 1968 — Consolation II (text from the Wessobrunner Gebet [9th century German prayer (modern German translation)]) для 16ти смешанных голосов (also incorporated into Les Consolations)
- 1968 — temA (vocalise) для меццо-сопрано, флейты и виолончели
- 1968-69, вторая редакция 1994 — Air, percussion, 2 ad libitum players и оркестра (78 players)
- 1969-70 — Pression для виолончели
- 1970 — Dal niente (Intérieur III) для кларнета
- 1970, вторая редакция 1988 — Guero для фортепиано
- 1970-71 — Kontrakadenz, 4 recorders, 4 ad libitum players (any 2 + radio) и оркестра (88 players),
- 1971-72, вторая редакция 1978, третья редакция1988 — Gran Torso для струнного квартета
- 1972 — Klangschatten — mein Saitenspiel для 3-х фортепиано и 48 струнных
- 1974-75 — Fassade для 8-ми исполнителей и оркестра (94 players), tape, 1973, revised 1987
- 1974-75 — Schwankungen am Rand для оркестра (4 trumpets, 4 trombones, 2 electric guitars, 2 pianos, 4 thunder sheets [2 players], 4 violins [around hall], 2 violas [around hall], 28 strings), 6 tapes
- 1975-76, вторая редакция 1982 — Accanto для кларнета, оркестра и записи
- 1977 — Salut für Caudwell (players also speak texts by Christopher Caudwell, Friedrich Nietzsche) для 2-х гитар (со скордатурой)
- 1977-78 — Les Consolations (texts by Hans Christian Andersen [translation from the Drömersche Verlangsanstalt], Ernst Toller, the Wessobrunner Gebet), 16 mixed voices, large orchestra (76 players), 6 tapes, (incorporates Consolation I, Consolation II)
- 1979-80 — Tanzsuite mit Deutschlandlied для усиленного струнного квартета и большого оркестра (74 players)
- 1980 — Ein Kinderspiel (7 маленьких пьес) для фортепиано
- 1981-83 — Harmonica для тубы и большого оркестра (91 players)
- 1982-84 — Mouvement (- vor der Erstarrung), 3 ad libitum players, ensemble (flute [+ piccolo], alto flute [+ piccolo], 2 clarinets [both + bass clarinet], bass clarinet, 2 trumpets, 2 violas, 2 celli, double bass, timpani, 2 xylorimbas)
- 1984-85, вторая редакция 1986 — Ausklang для фортепиано и большого оркестра (80 players)
- 1985 — Dritte Stimme zu J.S. Bachs zweistimmiger Invention d-moll BWV 775, any 2-3 homogenous instruments
- 1985-87 — Staub, large orchestra (72-73 players)
- 1986 — Toccatina (study) для скрипки соло
- 1986-88, вторая редакция 1989 — Allegro sostenuto для кларнета (+ бас-кларнет), виолончели и фортепиано
- 1988-89 — Tableau, large orchestra (89 players)
- 1989 — Второй струнный квартет 'Reigen seliger Geister'
- 1991-92 — '…zwei Gefühle…', Musik mit Leonardo (in memoriam Luigi Nono, на слова Леонардо да Винчи [translated by Kurt Gerstenberg]; most musicians also speak text by Friedrich Nietzsche), 1-2 speakers, small orchestra (22 players), (also incorporated into Das Mädchen mit den Schwefelhölzern)
- 1990-96, вторая редакция 1999 — «Девочка со спичками» (Das Mädchen mit den Schwefelhölzern), опера, либретто из текстов Ханса Кристиана Андерсена [translations from the Drömersche Verlangsanstalt, Eva-Maria Blühm], Леонардо да Винчи, Гудрун Энсслин, Фридриха Ницше), 2 sopranos, 1-4 speakers, 16 mixed voices, sho, 2 pianos, large orchestra (97 players), 6 tapes, (incorporates '…zwei Gefühle…', Musik mit Leonardo)
- 1997-98, вторая редакция 2000 — Serynade для фортепиано
- 1997-99, вторая редакция 2002 — NUN (text by Kitaro Nishida [translated by Peter Pörtner]), 8 male voices, flute (+ bass flute), trombone, large orchestra (74 players)
- 2000 — Sakura (variations on a Japanese folksong) для саксофона, фортепиано и ударных
- 2000-01, вторая редакция 2002 — Третий струнный квартет 'Grido', string quartet, (also version as Double [Grido II], 48 strings)
- 2002-03, вторая редакция 2004 — Schreiben для большого оркестра (69 players)
- 2004 — Double (Grido II) для 48-ми струнных (версия Третьего струнного квартета 'Grido')
- 2004-05 — Concertini для малого оркестра (8 winds, 5 brass, harp, guitar, piano, 2 percussion, 7 strings)
- 2007-08 — Got Lost… музыка для голоса и фортепиано. На слова Фридриха Ницше и Фернандо Пессоа, 26 min.
- 2008 — Berliner Kirschblüten, an arrangement with three variations on a Japanese folksong для альтового саксофона, фортепиано и ударных — a continuation of the Sakura-Variationen on the Japanese folksong «Sakura», an adjacent work
- 2010—2011 — Concerto для 8-ми валторн и оркестра, for Musica Viva Munich

## Статьи, книги, интервью
- Lachenmann, Helmut. «Struktur und Musikantik» // Nova Giulianiad 6, no. 85 ([citation needed]), 92ff.
- Lachenmann, Helmut. «Klangtypen der neuen Musik.» // Zeitschrift für Musiktheorie, i (1970), 21 — 30.
- Lachenmann, Helmut. «'Fortschritt'? (Irrtum ausgeschlossen 'nicht Foxtrott'?)» // Musik-Konzepte, no.100 (1998), 56.
- Lachenmann, Helmut. «Begingungen des Materials.» Ferienkurse 78. Mainz: Schott, 1978, Pg. 93 — 110.
- Lachenmann, Helmut. «Dialektischer Strukturalismus, Ästhetik und Komposition: Zur Aktualität der Darmstädter Ferienkursarbeit.»[citation needed], 23-32. Mainz: Schott, 1978.
- Lachenmann H. Zur Problematik des musikalischen Strukturdenkens // Musikkultur in der Bundesrepublik Deutschland. — Kassel: Gustav Boss Verlag, 1994 (на немецком и русском языках)
- Lachenmann, Helmut. Musik als existentielle Erfahrung: Schriften 1966—1995. Edited by Josef Häusler. Mainz: Breitkopf und Härtel, 1996